# Leo Cárdenas
Leonardo Lazaro Cárdenas Alfonso (ur. 17 grudnia 1938) – kubański baseballista, który występował na pozycji łącznika przez 16 sezonów w Major League Baseball. Pięciokrotny uczestnik Meczu Gwiazd i zdobywca Złotej Rękawicy w 1965 roku.